# Dogma di Anfinsen
Il dogma di Anfinsen, conosciuto anche come ipotesi termodinamica di Anfinsen, è un postulato della biologia molecolare espresso dal premio Nobel per la chimica Christian B. Anfinsen. Il dogma afferma che, almeno per le piccole proteine globulari, la struttura nativa è determinata solamente dalla sequenza di amminoacidi che costituiscono la proteina. Ciò equivale a dire che, nelle condizioni ambientali (temperatura, concentrazione del solvente e composizione, ecc.) alle quali avviene il ripiegamento proteico, la struttura nativa corrisponde a un unico minimo di energia libera, stabile e cineticamente accessibile.
Analizzando le tre condizioni relative al minimo di energia libera:
- Unicità: richiede che la sequenza non possieda qualche altra configurazione dotata di energia libera comparabile. Quindi il minimo di energia libera deve essere univoco.
- Stabilità: piccoli cambiamenti nell'ambiente circostante non possono produrre cambiamenti nella configurazione a energia minima. Ciò può essere descritto come una superficie parabolica di energia libera con lo stato nativo corrispondente al punto di minimo; la superficie di energia libera nelle vicinanze dello stato nativo deve essere piuttosto ripida ed elevata, per potere fornire la stabilità.
- Accessibilità cinetica: significa che il percorso nella superficie di energia libera dallo stato denaturato a quello con riavvolgimento proteico deve essere ragionevolmente piano o in altre parole che il ripiegamento della catena non deve implicare cambiamenti altamente complessi nella forma (come nodi o altre conformazioni di ordine superiore).

Come la proteina raggiunga questa struttura rientra nel campo di studio del ripiegamento proteico, che si basa un dogma correlato chiamato paradosso di Levinthal. Il paradosso di Levinthal afferma che il numero di conformazioni possibili disponibili per una data proteina è astronomicamente grande. Effettivamente, questo rende la predizione computazionale della struttura proteica tramite la valutazione di tutte le possibili configurazioni irrealizzabile persino per proteine relativamente piccole.
Inoltre, alcune proteine hanno bisogno dell'assistenza di un'altra classe di proteine chiamate chaperoni molecolari per realizzare un avvolgimento corretto. È stato suggerito che ciò contraddirebbe il dogma di Anfinsen, tuttavia questi non sembrano influenzare lo stato finale della proteina, piuttosto agirebbero principalmente prevenendo l'aggregazione di diverse molecole proteiche prima che la proteina vada incontro al ripiegamento.